# Vénosc
Vénosc är en kommun i departementet Isère i regionen Auvergne-Rhône-Alpes i sydöstra Frankrike. Kommunen ligger i kantonen Le Bourg-d'Oisans som tillhör arrondissementet Grenoble. År 2018 hade Vénosc 819 invånare.

## Befolkningsutveckling
Antalet invånare i kommunen Vénosc
Referens:INSEE